# Смречина
Смречина (пол. Smreczyna, нім. Schönau) — село в Польщі, у гміні Мендзилесе Клодзького повіту Нижньосілезького воєводства. Населення — 181 особа (2011).
У 1975-1998 роках село належало до Валбжиського воєводства.

## Демографія
Демографічна структура станом на 31 березня 2011 року:
|          | Загалом | Допрацездатний вік | Працездатний вік | Постпрацездатний вік |
| -------- | ------- | ------------------ | ---------------- | -------------------- |
| Чоловіки | 88      | 21                 | 56               | 11                   |
| Жінки    | 93      | 16                 | 58               | 19                   |
| Разом    | 181     | 37                 | 114              | 30                   |